# Alexandre A. Herzen
Pour les articles homonymes, voir Alexandre Herzen.
Alexandre Herzen, né le 25 juin 1839 à Vladimir (Russie) et mort le 24 août 1906 à Lausanne, est un médecin, physiologiste, universitaire suisse d'origine russe.

## Biographie
Alexandre Alexandrovitch Herzen, né le 25 juin 1839 à Vladimir (Russie), est le fils du philosophe et révolutionnaire Alexandre Herzen et de Natalia Alekseevna Zakharina Iakovleva. Il suit son père en exil, à travers toute l'Europe et épouse Teresa Felici avec laquelle il a neuf enfants. Il est notamment le père du chirurgien et cancérologue russe Pierre Herzen (1871-1947), du médecin Vladimir Herzen (Berne 1893-1945) et du chimiste Édouard Herzen (1877-1936).
Il étudie la médecine à Londres puis à Berne, où il obtient son doctorat en 1864. Il participe à l'expédition du Spitzberg en 1862 avec Carl Vogt.
Il sera l'assistant puis le successeur de Moritz Schiff comme professeur de physiologie et directeur de l'Istituto di Studi Superiori de Florence.
Il s'installe en Suisse et devient professeur extraordinaire de physiologie à la Faculté de médecine de Lausanne à partir de 1881. Il est le créateur et le directeur du Laboratoire de physiologie (1882-1906). Il devient professeur ordinaire de la Faculté de médecine en 1895 et en devient le doyen en 1906. Il obtient une grande audience publique grâce à ses Causeries physiologiques.

## Œuvres et publications
- (it) Gli animali martiri, i loro protettori e la fisiologia -Texte imprimé - : udienza pubblica del tribunale civile della ragione : rapporto stenografato / Alessandro Herzen ; introd. e cura di Giovanni Landucci,  rééd. 1996, Florence, Giunti.
- Expériences sur les centres modérateurs de l'action réflexe 1864, Turin, H. Loescher, 73 p., Texte intégral.
- Physiologie de la volonté, tr. de l'italien par le Dr Ch. Letourneau.1874, Paris, Baillière, XXIV-191 p., Texte intégral.
- (it) Lezioni sulla digestione fatte all'Istituto superiore di Firenze - Anno scolare 1876-1877, 1877, Florence, Le Monnier, 158 p.
- (de) Altes und Neues über Pepsinbildung, Magenverdauung und Krankenkost gestüzt auf eigene Beobachtungen an einem gastrotomierten Manne. 1885, Stuttgart, E. Schweizerbart'sche Verlagshandlung, 1885, 58 p. Texte intégral.
- « Quelques faits niveaux concernant la morphologie et la physiologie des fibres nerveuses » dans les Comptes rendus des séances de la Société de physique et d'histoire naturelle de Genève par le Pr Herzen et le Dr R. Odier lire en ligne sur Gallica.
- Les Conditions physiques de la conscience, 1886, Genève, H. Stapelmohr, 55 p. lire en ligne sur Gallica.
- La Digestion stomacale, étude physiologique et hygiénique, 1886 Lausanne, B. Benda, 147 p.
- La digestion stomacale: étude physiologique et hygiénique, 1886, Lausanne. - Paris. - Bruxelles B. Benda. - J.-B. Baillière et fils. - A. Manceaux, 145 p.
- L'activité musculaire et l'équivalence des forces, 1887, Paris : bureau des deux revues, 14 p.
- « L'activité cérébrale », dans La Revue scientifique , 1887, Paris, p. 103-106 lire en ligne sur Gallica.
- Le Cerveau et l'activité cérébrale au point de vue psycho-physiologique, 1887, Paris, Baillière, 312 p., Texte intégral.
- (de) Grundlinien einer allgemeinen Psychophysiologie, 1889, Leipzig, Günther, 150 p. lire en ligne sur Gallica.
- La Suture nerveuse, 1893, Paris, Administration des deux revues , 14 p.
- (de) Wissenschaft und Sittlichkeit, 1897, Lausanne, Payot.
- Causeries physiologiques, 1899, Lausanne, Payot, 351 p.

Traductions, préfaces et éditions:
- De l'autre rive par Alexandre Ivanovitch Herzen, traduit du russe par Alexandre Herzen fils, 1870, Genève, imprimé aux frais du traducteur, impr. de Czerniecki, 259 p.; reproduction en fac-similé, 1980, Paris/Genève, Slatkine. Édition originale: Vom anderen Ufer, 1850; version russe, 1855.
- Physiologie de l'esprit par Henry Maudsley, 1879, Paris, Reinwald, préface d'Alexandre Herzen. lire en ligne sur Gallica.
- Prolégomènes de la psychogénie moderne par Siciliani, Pietro (1835-1885), 1880, traduit de l'italien par A. Herzen, Paris, Texte intégral.
- Éléments de physiologie humaine, par Augustus Waller, Traduit de l'anglais sur la 3e édition par le Dr A. Herzen, 1898, Paris, Masson. lire en ligne sur Gallica.
- Recueil des mémoires physiologiques de Moritz Schiff. Tome IV , 1898, Lausanne, publié par Alexandre Herzen (préface) & Émile Levier. texte intégral.